# Dąbrowa (Grodno)
Zasugerowano, aby zintegrować ten artykuł z artykułem Dąbrowa (sielsowiet Putryszki). Nie opisano powodu propozycji integracji.
Dąbrowa (biał. Дуброва, Dubrowa; ros. Дуброва, Dubrowa) – część miasta Grodno na Białorusi. Do 2008 część wsi Dąbrowa.
24 kwietnia 2008 została włączona w granice Grodna.